# Особистий закон фізичної особи
Особистий закон фізичної особи (лат. lex personalis) — право країни, згідно з яким буде визначатися правовий статус суб'єкта приватно-правових відносин, ускладнених іноземним елементом . Тобто, простіше кажучи, це правове поле тієї країни, в якому будуть визначатися сукупність прав та обов'язків суб'єкта .
У більш вузькому та формалізованому розумінні автономія волі є однією з частин так званої прив'язки колізійних норм
Прикладом особистого закону фізичної особи може бути п. 1 ч. 2 ст. 23 Мінської конвенції 1993 року (ст. 26 Кишинівської конвенції 2002 року) «Про правову допомогу та правові відносини у цивільних, сімейних та кримінальних справах»: " Дієздатність фізичної особи визначається законодавством Договірної Сторони, громадянином якої є дана особа. Дієздатність особи без громадянства визначається за правом держави, в якій вона має постійне місце проживання ".

## Форми особистого закону фізичної особи
Існує два підходи для визначення особистого закону фізичної особи:
- а) закон громадянства (lex patriae, lex nationalis) — означає застосування права тієї держави, громадянином якої є дана особа;
- б) закон місця проживання (lex domicilii) — означає застосування права тієї держави, де відповідна особа постійно чи переважно проживає.

На сьогодні lex domicilii визнається всіма державами з тією лише різницею, що в одних державах він має першочергове значення (країни англо-американської системи права), а в інших — другочергове. Що стосується цього інституту, то закон місця проживання буває двох видів, а саме: за походженням і за вибором. За походженням отримує кожна особа в момент народження, а за вибором може вільно отримати будь-яка особа замість закону місця проживання за походженням. Для отримання domicilii за вибором необхідно, аби особа фактично проживала у державі, яку вона обрала з наміром залишитися в ній назавжди.
Стосовно ефективності кожного з підходів існує безліч спірних питань. Наприклад: щодо першочергового застосування закону громадянства (lex patriae), то на його захист свідчить той факт, що в разі його застосування набагато легше встановити особистий статус фізичної особи, тобто зв'язок з державою громадянства є найбільш стабільним, його легко тлумачити та важко обійти . Але тут постає такий нюанс: велика кількість людей немає взагалі громадянства або має декілька, внаслідок чого і виникає багато проблем як для них, так і в межах міжнародних відносин. Так ось, у цих випадках і є необхідність у застосуванні закону постійного місця проживання, тобто lex domicilii, але з іншого боку застосування лише закону місця проживання може значно ускладнити сам процес визначення та зайняти більше часу. І тому в світі все частіше стає помітна тенденція до розширення кола держав, які все частіше використовують так звану «змішану систему» особистого закону, тобто застосовуються обидва варіанти, що підвищує його ефективність.

## Історія виникнення
Історія становлення в Європі цього колізійного принципу нерозривно пов'язана з прийняттям в 1804 році Французького цивільного кодексу, у ст. 3 якого передбачено підпорядкування французів, які перебувають за кордоном, своїм національним законам, що стосуються цивільного стану та дієздатності . Практика вивела з цієї односторонньої колізійної норми двосторонню, розуміючи її як визначення цивільного стану та дієздатності особи її національним законом . Пізніше вихідне значення « національного закону» було закріплено в Італійському цивільному кодексі 1865 р., Німецькому цивільному укладенні 1896 р., ряді кодексів та інших законів інших країн .

## Нормативно-правове закріплення в законодавстві України
Колізійні норми, що ґрунтуються на прив'язці до особистого закону фізичної особи, містяться у розділі II (Колізійні норми щодо правового статусу фізичних та юридична особа), розділі IX (Колізійні норми сімейного права) та розділі X (Колізійні норми щодо спадкування) Закону України про МПрП. При цьому загальні критерії визначення особистого закону викладено у ст. 16.
Законодавець визначає, особистим законом фізичної особи вважається право держави, громадянином якої вона є. В основу такої норми лягає принцип lex patriae, який приймається як загальне правило визначення правопорядку, що регулює питання цивільної правоздатності.
Наступним логічним кроком законотворця є встановлення гнучкої колізійної норми, покликаної регулювати ситуацію, в якій принцип lex patriae не працює. Якщо фізична особа є громадянином двох або більше держав, її особистим законом вважається право тієї держави, з якою особа має найбільш тісний зв'язок. Ця ж норма і передбачає визначені критерії відшукання «тісного зв'язку», зокрема, це може бути держава, де біпатрид має місце проживання або займається основною діяльністю.
Частина 3 ст. 16 пірнає ще глибше, використовуючи принцип lex domicilii як колізійну прив'язку. Особистим законом особи без громадянства вважається право держави, у якій ця особа має місце проживання, а за його відсутності — місце перебування.
Окрему категорію осіб для визначення особистого закону становлять біженці. Специфіка цього питання полягає в тому, що вони перебувають за межами країни, громадянами якої вони є, і не можуть користуватися її захистом . Для таких осіб закон визначає колізійну прив'язку — місце перебування.
По відношенню до недієздатних апатридів або біпатридів, то зміна ними особистого закону без згоди законного представника немає правових наслідків.